# Copa COSAFA Femenina 2002
La Copa COSAFA Femenina 2002 fue la primera edición del Campeonato Femenino COSAFA. Se disputó entre el 19 y el 28 de abril en Harare, Zimbabue.

## Fase de grupos

### Grupo A
| Equipo   | PJ | PG | PE | PP | GF | GC | Dif. | Pts. |
| -------- | -- | -- | -- | -- | -- | -- | ---- | ---- |
| Zimbabue | 3  | 3  | 0  | 0  | 25 | 0  | +25  | 9    |
| Zambia   | 3  | 2  | 0  | 1  | 11 | 5  | +6   | 6    |
| Malaui   | 3  | 1  | 0  | 2  | 3  | 14 | -11  | 3    |
| Lesoto   | 3  | 0  | 0  | 3  | 1  | 21 | -21  | 0    |

| 19 de abril de 2002 | Zimbabue | 15-0 | Lesoto |  |  |
|                     |          |      |        |  |  |

| 20 de abril de 2002 | Zambia | 8-0 | Malaui |  |  |
|                     |        |     |        |  |  |

| 21 de abril de 2002 | Lesoto | 0-3 | Malaui |  |  |
|                     |        |     |        |  |  |

| 22 de abril de 2002 | Zambia | 0-4 | Zimbabue                                                      |  |  |
|                     |        |     | Mpala 13' · Moyo 17 (pen.)' · Mharakurwa 41' · Nyamutukwa 65' |  |  |

| 23 de abril de 2002 | Lesoto | 1-3 | Zambia |  |  |
|                     |        |     |        |  |  |

| 24 de abril de 2002 | Malaui | 0-6 | Zimbabue |  |  |
|                     |        |     |          |  |  |

### Grupo B
| Equipo      | PJ | PG | PE | PP | GF | GC | Dif. | Pts. |
| ----------- | -- | -- | -- | -- | -- | -- | ---- | ---- |
| Sudáfrica   | 3  | 3  | 0  | 0  | 31 | 0  | +31  | 9    |
| Mozambique  | 3  | 2  | 0  | 1  | 9  | 14 | -5   | 6    |
| Suazilandia | 3  | 1  | 0  | 2  | 3  | 6  | -3   | 3    |
| Botsuana    | 3  | 0  | 0  | 3  | 1  | 24 | -23  | 0    |

| 19 de abril de 2002 | Sudáfrica                              | 14-0 | Botsuana |  |  |
|                     | Phewe ?', ?', ?', ?', ?', ?', ?', ?' · |      |          |  |  |

| 20 de abril de 2002 | Mozambique | 2-0 | Suazilandia |  |  |
|                     |            |     |             |  |  |

| 21 de abril de 2002 | Botsuana | 0-3 | Suazilandia |  |  |
|                     |          |     |             |  |  |

| 22 de abril de 2002 | Sudáfrica | 13-0 | Mozambique |  |  |
|                     |           |      |            |  |  |

| 23 de abril de 2002 | Suazilandia | 0-4 | Sudáfrica |  |  |
|                     |             |     |           |  |  |

| 24 de abril de 2002 | Mozambique | 7-1 | Botsuana |  |  |
|                     |            |     |          |  |  |

## Fase final

### Semifinales
| 26 de abril de 2002 | Zimbabue | 11-1 | Mozambique |  |  |
|                     |          |      |            |  |  |

| 26 de abril de 2002 | Sudáfrica | 3-1 | Zambia |  |  |
|                     |           |     |        |  |  |

### Tercer lugar
| 28 de abril de 2002 | Zambia      | 1-0 | Mozambique |  |  |
|                     | Siame 60' · |     |            |  |  |

### Final
| 28 de abril de 2002 | Sudáfrica              | 2-1 | Zimbabue  | Estadio Rufaro, |  |
|                     | Phewe 17' · Modise 58' |     | Phiri 57' |                 |  |